# Eilema rubuginea
Eilema rubuginea är en fjärilsart som beskrevs av De Toulgoët 1953. Eilema rubuginea ingår i släktet Eilema och familjen björnspinnare. Inga underarter finns listade i Catalogue of Life.